# Saviñao
Saviñao (galicisk: O Saviñao) er en kommune i det nordvestlige Spanien i provinsen Lugo. Den har et indbyggertal på 3.488 (2024) indbyggere.